# John Northampton (MP)
John Northampton (falecido em 1390 ou depois) foi um membro do parlamento inglês.
Ele foi um membro (MP) do Parlamento da Inglaterra por Southwark em fevereiro de 1388.